# Sophie Karoline von Brandenburg-Kulmbach

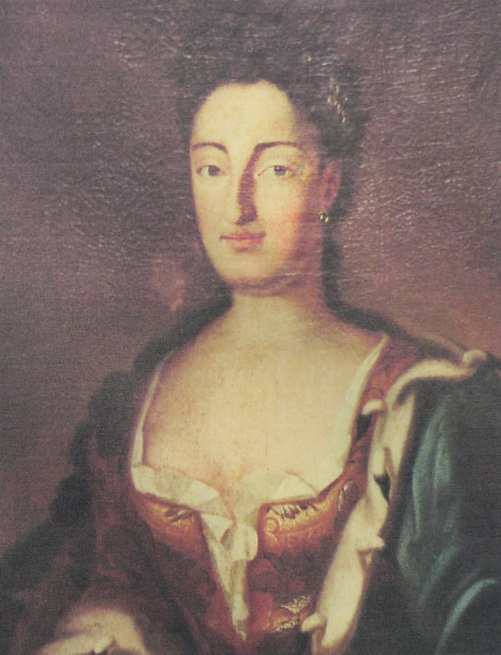
Sophie Karoline von Brandenburg-Kulmbach, Fürstin von Ostfriesland

Sophie Karoline von Brandenburg-Kulmbach (* 31. März 1707 in Weferlingen; † 7. Juni 1764 auf Schloss Sorgenfri bei Kopenhagen) war eine Prinzessin von Brandenburg aus der Kulmbacher Nebenlinie (des Kulmbach-Bayreuther Zweiges) der jüngeren Linie der fränkischen Hohenzollern und durch Heirat Fürstin von Ostfriesland.

## Leben
Sophie Karoline war eine Tochter des Markgrafen Christian Heinrich von Brandenburg-Kulmbach (1661–1708) aus dessen Ehe mit Sophie Christiane (1667–1737), Tochter des Grafen Albrecht Friedrich von Wolfstein zu Sulzbürg.
Am 8. Dezember 1723 wurde sie auf Schloss Pretzsch, wo sie mit ihrer verwitweten Mutter bei ihrer Tante, der sächsischen Kurfürstin Christiane Eberhardine, lebte, die zweite Gemahlin des Fürsten Georg Albrecht von Ostfriesland. Als Wittum erhielt Sophie Karoline Burg Berum zugesichert. Die Ehe blieb kinderlos und gestaltete sich in ihren letzten Jahren höchst unglücklich. Georg Albrecht wandte sich Maria Elisabeth von Lukomski, der polnischen Hofdame seiner Gemahlin, zu und geriet vollständig unter deren Einfluss. Sophie Karoline wurde als mäßig begabt beschrieben, war aber wegen ihrer Frömmigkeit und ihres liebenswürdigen Charakters sehr beliebt. Sie veröffentlichte geistliche Gedichte.
Sie überlebte ihren Gemahl um 30 Jahre, lebte von 1734 bis 1740 auf Schloss Berum, zog danach dauernd als Gast ihrer Schwester, der dänischen Königin Sophie Magdalene, nach Dänemark und starb auf Schloss Sorgenfri bei Kopenhagen. Sie wurde im Dom zu Roskilde bestattet. Nach Sophie Karoline wurde der Ort Carolinensiel benannt.